# Tour de Wallonie
Tour de Wallonie je etapový cyklistický závod konaný ve Valonsku, ve francouzsky mluvící části Belgie. Mezi 
lety 1974 a 1995 se závod konal jako amatérský. Od roku 2005 se závod konal na úrovni 2.HC v rámci UCI Europe Tour. Od roku 2020 je závod součástí UCI ProSeries.
Posledním vítězem (k roku 2024) je Matteo Trentin z Itálie.

## Seznam vítězů
| Rok  | Země                           | Jezdec                 | Tým                              |
| ---- | ------------------------------ | ---------------------- | -------------------------------- |
| 1974 | Belgie                         | Luc Demets             |                                  |
| 1975 | Belgie                         | Jean-Luc Vandenbroucke |                                  |
| 1976 | Belgie                         | Pierre Leuequin        |                                  |
| 1977 | Belgie                         | Alfons De Wolf         |                                  |
| 1978 | Nizozemsko                     | Jo Maas                |                                  |
| 1979 | Belgie                         | Ronny Van Holen        |                                  |
| 1980 | Belgie                         | Gerrit Van Gestel      |                                  |
| 1981 | Belgie                         | Nico Edmonds           |                                  |
| 1982 | Belgie                         | Eric Vanderaerden      |                                  |
| 1983 | Polsko                         | Tadeusz Krawczyk       |                                  |
| 1984 | Německá demokratická republika | Mario Kummer           |                                  |
| 1985 | Německá demokratická republika | Uwe Ampler             |                                  |
| 1986 | Itálie                         | Maurizio Fondriest     |                                  |
| 1987 | Německá demokratická republika | Mario Kummer           |                                  |
| 1988 | Nizozemsko                     | Joost Van Adrichem     |                                  |
| 1989 | Belgie                         | Johan Verstrepen       |                                  |
| 1990 | Francie                        | Pascal Chanteur        |                                  |
| 1991 | Španělsko                      | Abraham Olano          |                                  |
| 1992 | Německo                        | Lars Teutenberg        |                                  |
| 1993 | Itálie                         | Mauro Bettin           |                                  |
| 1994 | Finsko                         | Joona Laukka           |                                  |
| 1995 | Itálie                         | Paolo Valoti           |                                  |
| 1996 | Německo                        | Thomas Fleischer       | Lotto                            |
| 1997 | Belgie                         | Thierry Marichal       | Cédico                           |
| 1998 | Belgie                         | Frank Vandenbroucke    | Mapei–Bricobi                    |
| 1999 | Dánsko                         | Mikael Kyneb           | home–Jack & Jones                |
| 2000 | Belgie                         | Axel Merckx            | Mapei–Quick-Step                 |
| 2001 | Belgie                         | Glenn D'Hollander      | Lotto–Adecco                     |
| 2002 | Itálie                         | Paolo Bettini          | Mapei–Quick-Step                 |
| 2003 | Nový Zéland                    | Julian Dean            | CSC–Tiscali                      |
| 2004 | Nizozemsko                     | Gerben Löwik           | Chocolade Jacques–Wincor Nixdorf |
| 2005 | Itálie                         | Luca Celli             | Barloworld                       |
| 2006 | Itálie                         | Fabrizio Guidi         | Phonak                           |
| 2007 | Slovinsko                      | Borut Božič            | Team LPR                         |
| 2008 | Rusko                          | Sergej Ivanov          | Astana                           |
| 2009 | Francie                        | Julien El Fares        | Cofidis                          |
| 2010 | Spojené království             | Russell Downing        | Team Sky                         |
| 2011 | Belgie                         | Greg Van Avermaet      | BMC Racing Team                  |
| 2012 | Itálie                         | Giacomo Nizzolo        | RadioShack–Nissan                |
| 2013 | Belgie                         | Greg Van Avermaet      | BMC Racing Team                  |
| 2014 | Belgie                         | Gianni Meersman        | Omega Pharma–Quick-Step          |
| 2015 | Nizozemsko                     | Niki Terpstra          | Etixx–Quick-Step                 |
| 2016 | Belgie                         | Dries Devenyns         | IAM Cycling                      |
| 2017 | Belgie                         | Dylan Teuns            | BMC Racing Team                  |
| 2018 | Belgie                         | Tim Wellens            | Lotto–Soudal                     |
| 2019 | Belgie                         | Loïc Vliegen           | Wanty–Gobert                     |
| 2020 | Francie                        | Arnaud Démare          | Groupama–FDJ                     |
| 2021 | Spojené státy                  | Quinn Simmons          | Trek–Segafredo                   |
| 2022 | Austrálie                      | Robert Stannard        | Alpecin–Deceuninck               |
| 2023 | Itálie                         | Filippo Ganna          | Ineos Grenadiers                 |
| 2024 | Itálie                         | Matteo Trentin         | Tudor Pro Cycling Team           |
| 2025 | Nový Zéland                    | Corbin Strong          | Israel–Premier Tech              |